# サクラスターオー
サクラスターオー（欧字名:Sakura Star O、1984年5月2日 - 1988年5月12日）は、日本の競走馬。
1987年のJRA賞年度代表馬およびJRA賞最優秀4歳牡馬。
奇跡と悲劇の二冠馬と呼ばれた。

## デビューまで

### 誕生に至る経緯
母のサクラスマイルは、1978年に北海道静内町の藤原牧場で生産された牝馬で、父はインターメゾ、母はアンジェリカである。クレイグダーロッチから派生したスターロッチの牝系であり、アンジェリカから産まれたサクラスマイルの兄弟には、1981年優駿賞最優秀スプリンターのサクラシンゲキ、1986年優駿賞最優秀5歳以上牡馬のサクラユタカオーがいた。兄弟と同様に「サクラ」の冠名を用いる株式会社さくらコマース（代表:全演植）が所有し、美浦トレーニングセンターの境勝太郎厩舎からデビュー。1981年のラジオたんぱ賞、京都牝馬特別、エリザベス女王杯で3着となるなど、29戦4勝、生まれ故郷の藤原牧場で繁殖牝馬となった。
初年度は、全が交配相手を選択。かつてさくらコマースが所有し、1978年優駿賞最優秀4歳牡馬のサクラショウリと交配した。境の言う「のんびり屋」のサクラスマイルと、「気性の勝った」サクラショウリという対照的な2頭による組み合わせであった。
サクラスマイルは、受胎はしたものの、双子を受胎した。双子は、栄養が行き渡らず、十分な体力を身につけることができなくなると考えられており、そのリスクを忌避して、片方が除去された。取り残されたもう片方はそれ以降も成長。1984年5月2日、藤原牧場にて、初仔となる鹿毛の牡馬（後のサクラスターオー）が誕生する。

### 幼駒時代
仔は、しばらく母サクラスマイルの乳で過ごしたが、生後2か月経った7月15日、サクラスマイルが腸捻転のために死亡。以降は、スターロッチが代わりの母を務めた。母仔の仲は良く、仔が誤って放牧場の柵をすり抜けてしまっても、母のそばを離れなかったという。そこで牧場主の藤原祥三は、母仔がいつでも触れあえるよう馬房を、仔だけが行き来できるように改造した。ただしスターロッチは、老齢で乳が出なかったため、藤原が昼夜問わず4時間おきに、仔にミルクを与えていた。翻って、母を亡くし人との関わりが多かった仔は、他の同期よりも早く自立。他が乳に頼っている中、一足先に飼葉を食むことができた。藤原は「本当にかしこい馬」だと考えていた。
仔は、両親と同様に、さくらコマースが所有。冠名の「サクラ」に「スターオー」を組み合わせた「サクラスターオー」という競走馬名が与えられた。サクラスターオーの馬体は、バランスについての評価は高かったが、脚のある一部分が内側に曲がっているという身体的なハンディを持ち合わせていた。
育成を経て3歳となった1986年4月10日、サクラスターオーは、サクラの主戦厩舎であった境厩舎ではなく、美浦の平井雄二厩舎に入厩する。平井は、前年まで障害競走の騎手をしていた。さくらコマース所有のサクラオンリーに騎乗し、1976年の中山大障害（秋）優勝していた。それ以降、平井と全と境は、プライベートを含めた関係を継続していた。騎手を引退し、厩舎を開業することになった平井は、境に「開業祝い」として、境厩舎に入厩する予定のさくらコマースの競走馬を1頭譲るよう要望。境と全はそれを受け入れ、平井にサクラスターオーが託された。境は「未勝利で終わる器ではないからな」と言って託したという。入厩直後は、環境の変化に耐えられない馬が多いが、サクラスターオーは平然としており、他より先に環境の変化に順応。平井と担当厩務員の萩原禎吉は、そんなサクラスターオーの姿に手ごたえを感じていた。

## 競走馬時代

### 新馬 - 弥生賞
平井は、サクラスターオーの母父がステイヤーのインターメゾであることから、本格化は古馬になってからと捉えていた。そのため、無理に成長を促そうとはせず、強め調教が施されぬままにデビューを迎えることとなった。1986年10月5日、東京競馬場の新馬戦（芝1600メートル）にて、さくらコマースの主戦騎手である小島太が騎乗し、1番人気2着。続く10月18日、同じ条件である2戦目で、初勝利を挙げた。しかしこの2戦は、ハンディを他の脚で庇いながら走ったため、四肢の負担が偏ってしまい故障。勝利後4か月出走できなかった。年をまたぎ、4歳となった1987年2月21日、寒椿賞（400万円以下）で復帰。マティリアルに2馬身以上離された5着となった。
それから目標をクラシックに据えて、皐月賞の優先出走権が与えられる3月8日の弥生賞（GII）に参戦。デビューからここまで3戦は、小島が騎乗していたが、東信二に乗り替わった。小島は、さくらコマースと専属騎乗契約を結んでおり、その通りサクラスターオーにも騎乗していた。しかし、小島が好景気時に台頭した他の馬主と親しくするなど、さくらコマース所有馬以外へ騎乗する機会を増やしたところ、さくらコマースの全と小島の関係が悪化。全は、弥生賞2日前の3月6日に、騎手の変更を指示した。代わりに、母サクラスマイルへの騎乗経験があり、元・境厩舎所属でフリー騎手となったばかり、さらに当時「代打屋」呼ばれていた東が起用されるに至った。調整ルームに入ろうと支度をしていた東のもとに騎乗依頼が届き、弥生賞前日、3月7日朝の調教で初めてサクラスターオーとコンタクトを行った。
当日は11頭が出走する中、重賞2勝、朝日杯3歳ステークス2着のホクトヘリオスが2.4倍の1番人気、共同通信杯4歳ステークス優勝、重賞2着2回のマイネルダビテが2.8倍の2番人気となり、以降オッズ6倍、7倍の3頭がいて、サクラスターオーは18.9倍の6番人気の支持であった。
スタートからビュウーコウが逃げ、それにマイネルダビテが続く一方で、サクラスターオーはホクトヘリオスと並んで中団を追走。第3コーナーから最終コーナーにかけて、サクラスターオーは外に持ち出して位置を上げ、大外4番手で直線に向いた。それから末脚を発揮し、逃げるビュウーコウ、抜け出しを図るマイネルダビテを外から差し切り、クビ差をつけて優勝。走破タイム2分2秒1は、1984年のシンボリルドルフに次ぐ史上2番目の速さであった。また平井にとっては、厩舎開業1年で初重賞勝利、それもクラシックに有力馬を送り込むこととなった。レース直後の表彰式に出席した平井は、青ざめた顔で、足の震えを止めることができなかったという。
皐月賞の優先出走権を獲得し、続いて皐月賞に出走することになるが、弥生賞から1週間後、皐月賞を1か月前に控えた3月15日、サクラスターオーにミルクを与えた藤原祥三が59歳で脳梗塞のために死去。祥三の妻・京子によれば、生産馬サクラユタカオーが活躍していた際に、競馬月刊誌『優駿』の特集「GI勝ち馬の故郷」に取り上げられ、祥三は「死ぬまでにせめてあと一回でいいからこれに載りたい」と言っており、またサクラスターオーの走りを見届けた際には「クラシックが楽しみになった」とも言っていた。

### 皐月賞
弥生賞優勝後は、休養していた4カ月の遅れを取り戻そうと「スパルタ方式」（有吉正徳）での調教を敢行。他よりも倍の6000メートルの調教をこなしたうえで、4月19日の皐月賞（GI）に参戦する。20頭が出走し、うち重賞優勝馬は史上最多となる9頭であった。寒椿賞でサクラスターオーを下してスプリングステークスで連勝、4戦3勝としたマティリアルが単勝オッズ2.0倍の1番人気、サクラスターオーはそれに次ぐ5.6倍の2番人気であった。
スタートからトチノルーラーとビュウーコウが逃げて、後続の馬群は一団となった。サクラスターオーはその馬群の外、後方を追走した。後方有利の展開となる中、サクラスターオーは第3コーナーから、弥生賞より早いタイミングで外から位置を上げた。9番手、中団外から直線に向いて末脚を発揮。残り200メートルで抜け出し、後続との差を広げて入線した。2位入線のゴールドシチーに2馬身半差をつけて優勝、GI初勝利を挙げた。
走破タイム2分1秒9は、1984年にシンボリルドルフが樹立した皐月賞レコードの2分1秒1、1976年トウショウボーイの2分1秒6に続く皐月賞史上3番目の速さであった。レース後の表彰式では、東がサクラスターオーの背に跨り、人差し指を立てて天に向けるパフォーマンスを実施。これは1984年に岡部幸雄がシンボリルドルフの背で行ったパフォーマンスと類似しており、岡部と同じように「三冠宣言」と捉えられたり、亡きサクラスマイル、藤原祥三に向けたものとも捉えられた。（競走に関する詳細は、第47回皐月賞を参照。）
その後は、クラシック二冠目の東京優駿（日本ダービー）を目標とし、平井も「さらに鍛えあげる」と宣言した。しかし、東京優駿16日前の5月15日に、前脚の繋靭帯炎を発症し、全治4カ月の重傷、東京優駿出走を断念した（東京優駿を勝利したのは皐月賞7着だったメリーナイス）。療養は、しばらく厩舎で行われた。平井は、騎手時代に治癒のために通った山梨県下部町の下部温泉の源泉を、ジープで往復12時間かけて調達。それをサクラスターオーの脚部につけて、1日10分から15分、朝夜2回のマッサージを20日間実施した。それから6月3日には、福島県いわき市の「馬の温泉」（JRA競走馬総合研究所常盤支所）に入所する。脚元に負担をかけないプールを用いた調教が行われた。プールでは、並みの馬が30秒以上かかるところを25-26秒でこなし、心拍数は他よりも低い数値に収まった。さらに、夏場の訓練のために疲労回復剤を使用する馬が多い中、サクラスターオーにはその必要がなかった。

### 菊花賞
発症から4カ月が経過した9月15日、完治した状態ではなかったが、いわきを退き、美浦に帰厩する。平井は、全を説得し、目標を11月8日の菊花賞出走とした。脚に不安がある状態で調教、追い切りを敢行。実際に出走させるか否かは、レース10日前まで決めかねていたが、平井は東から追い切りでの状態と東本人の意思を確かめた。東は「これなら大丈夫ですよ。行きましょう」と菊花賞出走を進言。平井はそれを受けて、全に提案。全は「1%の可能性に賭けてみよう」と改めて了承し、正式に菊花賞参戦、関西遠征が決定した。11月1日、栗東トレーニングセンターに入厩する。平井は菊花賞参戦について、このように捉えていた。
出走を表明した以降も脚の不安は続き、最終追い切りは「追ったら終わり」だとして追われず、93秒かけて7ハロンを消化した。出馬投票後の出走2日前には、長期休養から復帰する際に必要な検査を受け、JRAの獣医師に「レースにでるにはぎりぎりの状態です」とされつつも、出走許可を得た。当日朝にも、脚の腫れがあったが、装蹄師の処置により、腫れがおさまった状態で参戦が実現する。平井は、東に対し「もし万が一の時は、馬を止めてもかまわない」と話したうえでの出走となった。
18頭が出走。サクラスターオー不在の東京優駿勝利、秋始動戦のセントライト記念勝利から臨むメリーナイスが単勝オッズ2.2倍の1番人気、加えて単枠指定制度の対象となった。続いて皐月賞2着、京都新聞杯3位入線失格処分のゴールドシチーが8.5倍、古馬相手のオールカマー3着のウイルドラゴンが10.6倍となり、サクラスターオーは14.9倍の9番人気の支持であった。皐月賞優勝馬のこの評価は、半年間の休み明け初戦とぶっつけでの参戦が懸念されていた。

5枠9番から発走したサクラスターオーは、中団馬群の内側に位置。先行した4頭と最後方の3頭以外は、中団馬群を形成していた。2周目の第3コーナーからは、馬群の馬が続々と追い上げにかかり、外に進路を求める馬が多かったが、サクラスターオーは内を保って最終コーナーに至った。直線では、残り300メートルで失速するメリーナイスをかわし、先行する同じ5枠の10番、11番の間から抜け出した。サクラスターオーの背後から追い上げたゴールドシチーに半馬身差をつけ、先頭で入線。GI2連勝を果たした。この時、実況を担当した関西テレビアナウンサー、杉本清が発したフレーズ「菊の季節に桜が満開!」は、レースの象徴として、複数で引用されている。
1949年トサミドリ、1954年ダイナナホウシュウ、1974年キタノカチドキ、1985年ミホシンザンに続いて、史上5頭目となる皐月賞と菊花賞優勝による二冠を達成。秋初戦、菊花賞にぶっつけで臨み、優勝するのは史上初めてであった。また、皐月賞から菊花賞の「中202日」は、1984年シンボリルドルフの「中41日」を上回り菊花賞史上最長間隔での優勝。加えて、1940年ルーネラが優駿牝馬を優勝した際の「中120日」を上回り日本のクラシック競走史上最長間隔での優勝。そのうえ、1943年クリヒカリが帝室御賞典（秋）を優勝した際に並ぶ八大競走史上最長間隔タイでの優勝を記録した。

### 有馬記念
年末の有馬記念のファン投票にて、14万1494票を集めて1位、1976年トウショウボーイ以来、11年ぶり10頭目となる4歳馬の1位であった。その後について当初は、有馬記念を回避して休養し、翌年の天皇賞（春）を目標にしようと考えていた。しかし、ファン投票で1位となったことで、主催するJRAが全に出走を求めていたこと、平井がファンの期待には応えなければならないという信念を持ち合わせていたことから、予定を変更し、有馬記念への参戦が決定した。サクラスターオーは、レースと比べて調教は走らない傾向にあったため、有馬記念に向けた調教でも、いつも通り格下相手に後れを取っていた。これに付け込んだマスコミは、サクラスターオーの不安説を展開していた。しかし、実際のところは「（前略）肩と腰に厚みが加わった。毎日みているオレが驚くくらい」（平井）、「生涯最高の仕上がりでした」（平井）「（前略）体調も、体の切れ、気合とも間違いなく菊花賞以上」（東）と評するほどの状態であった。
12月27日、有馬記念（GI）に出走、単勝オッズ4.0倍の1番人気に推された。以降、ジャパンカップで日本勢最先着の3着となった5歳牝馬ダイナアクトレスが4.6倍、菊花賞9着のメリーナイスが4.9倍、8連勝からエリザベス女王杯で2着となった4歳牝馬のマックスビューティが7.7倍と続いた。3枠5番から発走したサクラスターオーは、中団の内側に位置。そのままの位置を保って1周し、2周目の第3コーナーからは、後方待機勢の追い上げが始まり、サクラスターオーも他と同様に進出を試みた。しかし、第3コーナーから最終コーナーの中間あたりで後退し、競走中止。優勝は、サクラスターオーの後退により生まれた空間を利用した、10番人気のメジロデュレンであった。（競走に関する詳細は、第32回有馬記念を参照。）
競走中止の原因は、馬場が荒れたことで生じた穴に脚をとられたためであった。また、故障の瞬間は、サクラスターオーから「バグー」という音が発生。それを聞いた東は、レースを止めようとしたが、サクラスターオーの行く気が勝ってしばらく止めることができなかった。直線に入って、下馬すると、球節から下の部分が90度折れ曲がっていたという。左前脚繋靭帯断裂および第一指関節脱臼と診断され、併せて予後不良が宣告された。

### 137日に渡る闘病の末に安楽死
予後不良を宣告されたものの、全や平井の希望から直ちに安楽死されなかった。代わりに、これまでに前例のない延命治療が行われることとなり、1988年1月1日には、特別医師団を結成した。厩舎スタッフは、通常業務を終えてから自主的に参加し、昼夜問わずサクラスターオーに寄り添った。有馬記念翌日の12月28日に美浦で行われた精密検査では、命に別条はないとの診断。1988年1月には、脱臼部分を支える「副木」や、L字型の特殊な蹄鉄、特殊なギプスを装着したことで小康状態を保ち、一時患部が平熱になることもあった。
ところが4月に入ると、特殊ギプスでは耐えられなくなってしまった。そこで大安の4月8日に、28人のスタッフと3人の執刀医が参加する手術を実施。3時間かけて患部にスチールプレートを埋め込み、ボルトによる固定に成功した。しかしまもなく、馬房内で動いたことでプレートが飛び出てしまい、4月23日に再び5時間の手術を決行。25日には、ついに自力で寝たり起きたりすることができなくなるほど悪化した。

5月5日にいったん平熱に戻るも、8日に転倒。固定したボルトが取れてしまったり、身体の一部の皮がめくれて、肉がむき出しの状態になるなど衰弱。有馬記念時には、450キログラムあった体重は、脚元への負担を軽減させるために痩せさせられ300キログラムを割るまでになった。12日には、再び発熱し立ち上がることができなくなった。午後6時、立ち上がろうと頑張ったところ、患部と反対側の右前脚第一、第二指関節脱臼を発症。両前脚の脱臼となり、起立不能に至った。
午後9時56分、診療所にて安楽死処置がなされ、午後10時2分、5歳で死亡する。
5月18日、美浦の馬頭観音にて葬式が執り行われた。鬣は美浦の他に、東京競馬場の馬頭観音にも納められた。ただ生前に使用したメンコについては、平井は「天国に行ってまで走らなくてもいい」と考えて、馬頭観音に納めることはしなかったという。17日には、亡骸を冷凍したうえで、藤原牧場に輸送、墓が建立された。闘病中は、ファンから手紙や電話、千羽鶴が届き、サクラスターオーの馬房に並べられていた。中には、フランスからのものもあったという。
全や平井が延命を選択した理由は、二冠馬サクラスターオーの優秀な「血」を残すために、種牡馬にさせたいと考えていたためである。厩務員の萩原は、有馬記念から死亡するまで休むことなく働き続け、平井は腕が上がらなくなるまでサクラスターオーに全身マッサージを施した。萩原は「（サクラ）スターオーが直るためなら、自分の身体が壊れたっていいんだ。スターオーに良い思い出をたくさんもらったんだから、つらい時は助けてあげなくちゃ…。」と述べていた。東信二の妻、東葉子によれば、サクラスターオー死後の萩原は「身体は一まわりやせてしまい、手にはタコ（中略）菊花賞の時の写真と比べると、年をとったようにやつれていた」状態であった。また萩原だけではなく、平井も65キロから10キロ以上痩せるなど、厩舎全体が消耗。厩舎所属の他の馬が勝利しても盛大に祝えず、他のオーナーに食事を誘われても断らざるを得なかった。平井は、闘病中の厩舎の様子を「重病人を抱えた家」と表現している。

安楽死処分を下した平井には、実情を知らないファンから「馬が可哀想」というような批判、抗議があった。平井は、そのような声に対して以下のように答えている。

## 競走成績
以下の内容は、JBISサーチおよびnetkeiba.comに基づく。
| 競走日     | 競馬場 | 競走名   | 格  | 距離（馬場）  | 頭 数 | 枠 番 | 馬 番 | オッズ （人気） | 着順     | タイム （上がり3F） | 着差     | 騎手    | 斤量 [kg] | 1着馬（2着馬）     | 馬体重 [kg] |
| ---------- | ------ | -------- | --- | ------------- | ----- | ----- | ----- | --------------- | -------- | ------------------- | -------- | ------- | --------- | ------------------ | ----------- |
| 1986.10.05 | 東京   | 3歳新馬  |     | 芝1600m（良） | 11    | 5     | 5     | 002.4（1人）    | 02着     | R1:38.3（36.5）     | -0.2     | 0小島太 | 53        | ウイルドラゴン     | 478         |
| 0000.10.18 | 東京   | 3歳新馬  |     | 芝1600m（良） | 10    | 3     | 3     | 001.5（1人）    | 01着     | R1:37.3（36.6）     | -0.2     | 0小島太 | 53        | （ティーウイン）   | 464         |
| 1987.02.21 | 東京   | 寒梅賞   | 4下 | 芝1800m（良） | 15    | 6     | 10    | 017.7（8人）    | 05着     | R1:50.4（35.9）     | -0.4     | 0小島太 | 55        | マティリアル       | 460         |
| 0000.03.08 | 中山   | 弥生賞   | GII | 芝2000m（良） | 11    | 1     | 1     | 018.9（6人）    | 01着     | R2:02.1（36.2）     | -0.1     | 0東信二 | 55        | （ビュウーコウ）   | 456         |
| 0000.04.19 | 中山   | 皐月賞   | GI  | 芝2000m（良） | 20    | 3     | 6     | 005.6（2人）    | 01着     | R2:01.9（37.1）     | -0.4     | 0東信二 | 57        | （ゴールドシチー） | 450         |
| 0000.11.08 | 京都   | 菊花賞   | GI  | 芝3000m（良） | 18    | 5     | 9     | 014.9（9人）    | 01着     | R3:08.0（37.9）     | -0.1     | 0東信二 | 57        | （ゴールドシチー） | 446         |
| 0000.12.27 | 中山   | 有馬記念 | GI  | 芝2500m（良） | 16    | 3     | 5     | 004.0（1人）    | 競走中止 | 競走中止            | 競走中止 | 0東信二 | 55        | メジロデュレン     | 450         |

## 血統表
| サクラスターオーの血統（パーソロン系 / Nasrullah5×5・5=9.38%, Avena・Choclo5×5=6.25%〈父内〉） | サクラスターオーの血統（パーソロン系 / Nasrullah5×5・5=9.38%, Avena・Choclo5×5=6.25%〈父内〉） | サクラスターオーの血統（パーソロン系 / Nasrullah5×5・5=9.38%, Avena・Choclo5×5=6.25%〈父内〉） | （血統表の出典）       | （血統表の出典） |
| 父 サクラショウリ 1975 鹿毛                                                                    | 父の父*パーソロン Partholon 1960 鹿毛                                                          | Milesian                                                                                       | My Babu                | My Babu          |
| 父 サクラショウリ 1975 鹿毛                                                                    | 父の父*パーソロン Partholon 1960 鹿毛                                                          | Milesian                                                                                       | Oatflake               |                  |
| 父 サクラショウリ 1975 鹿毛                                                                    | 父の父*パーソロン Partholon 1960 鹿毛                                                          | Paleo                                                                                          | Pharis                 | Pharis           |
| 父 サクラショウリ 1975 鹿毛                                                                    | 父の父*パーソロン Partholon 1960 鹿毛                                                          | Paleo                                                                                          | Calonice               |                  |
| 父 サクラショウリ 1975 鹿毛                                                                    | 父の母*シリネラ Shirinella 1968 芦毛                                                           | *フォルティノ Fortino                                                                          | Grey Sovereign         | Grey Sovereign   |
| 父 サクラショウリ 1975 鹿毛                                                                    | 父の母*シリネラ Shirinella 1968 芦毛                                                           | *フォルティノ Fortino                                                                          | Ranavalo               |                  |
| 父 サクラショウリ 1975 鹿毛                                                                    | 父の母*シリネラ Shirinella 1968 芦毛                                                           | Shirini                                                                                        | Tehran                 | Tehran           |
| 父 サクラショウリ 1975 鹿毛                                                                    | 父の母*シリネラ Shirinella 1968 芦毛                                                           | Shirini                                                                                        | Confection             |                  |
| 母 サクラスマイル 1978 鹿毛                                                                    | 母の父*インターメゾ Intermezzo 1966 鹿毛                                                       | Hornbeam                                                                                       | Hyperion               | Hyperion         |
| 母 サクラスマイル 1978 鹿毛                                                                    | 母の父*インターメゾ Intermezzo 1966 鹿毛                                                       | Hornbeam                                                                                       | Thicket                |                  |
| 母 サクラスマイル 1978 鹿毛                                                                    | 母の父*インターメゾ Intermezzo 1966 鹿毛                                                       | Plaza                                                                                          | Percian Gulf           | Percian Gulf     |
| 母 サクラスマイル 1978 鹿毛                                                                    | 母の父*インターメゾ Intermezzo 1966 鹿毛                                                       | Plaza                                                                                          | Wild Success           |                  |
| 母 サクラスマイル 1978 鹿毛                                                                    | 母の母アンジェリカ 1970 黒鹿毛                                                                 | *ネヴァービート Never Beat                                                                     | Never Say Die          | Never Say Die    |
| 母 サクラスマイル 1978 鹿毛                                                                    | 母の母アンジェリカ 1970 黒鹿毛                                                                 | *ネヴァービート Never Beat                                                                     | Bridge Elect           |                  |
| 母 サクラスマイル 1978 鹿毛                                                                    | 母の母アンジェリカ 1970 黒鹿毛                                                                 | スターハイネス                                                                                 | *ユアハイネス          | *ユアハイネス    |
| 母 サクラスマイル 1978 鹿毛                                                                    | 母の母アンジェリカ 1970 黒鹿毛                                                                 | スターハイネス                                                                                 | スターロツチ F-No.11-c |                  |

母サクラスマイルの半兄にサクラシンゲキ（父:ドン）、半弟にサクラユタカオー（父:テスコボーイ）がいる。